# Aam (aardrijkskunde)
Veel wateren in Nederland en Duitsland, waaronder rivieren, beken en meren, hebben een naam die aam of eem in zich heeft. Dit heeft zijn oorsprong in het Oudgermaanse ama en Middelnederlandse ame.
Enkele geografische namen, die op deze stam zijn gebaseerd, zijn:
- Aam (buurtschap)
- Aamsveen
- Ameland
- Amersfoort
- Amerongen
- Amstel (rivier)
- Ammerzoden
- Eem
- Eems

De naam Aa voor verschillende wateren komt ook in verschillende variaties voor: Aa, Ae, E, Ee, Ie of IJ.